# Werner Pöhler
Werner Pöhler (* 12. November 1949) ist ein ehemaliger deutscher Fußballspieler. Der Mittelfeldspieler kam bei Alemannia Aachen in den Runden 1968/69 und 1969/70 in der Fußball-Bundesliga zehn Mal zum Einsatz und erzielte ein Tor.

## Laufbahn
In der Jugend des 1. FC Mönchengladbach entwickelte sich das Talent von Werner Pöhler. Am 26. November 1967 debütierte er als Halbstürmer in der Jugendnationalmannschaft des DFB beim Länderspiel in Flensburg gegen Dänemark. Bei der 1:3-Niederlage bildete er zusammen mit Reiner Geye den rechten Flügel der deutschen Elf. Im April 1968 kam er im UEFA-Juniorenturnier in Frankreich gegen Jugoslawien und die Tschechoslowakei zu zwei Einsätzen. Am 1. Mai 1968 wurde er von DFB-Trainer Udo Lattek beim Länderspiel in Belluno gegen Italien in der Amateurnationalmannschaft eingesetzt. Beim 0:0-Remis bildete er zusammen mit Dieter Zorc und Klaus Schmidt die Läuferreihe. Zur Runde 1968/69 unterschrieb er beim Bundesligisten Alemannia Aachen einen Lizenzspielervertrag.
Als die „Tivoli-Elf“ in der Saison 1968/69 überraschenderweise in der Bundesliga die Vizemeisterschaft erringen konnte, wurde der junge Spieler jeweils am zweiten und achten Hinrundenspieltag durch Trainer Michael Pfeiffer eingewechselt. Beim 4:2-Erfolg gegen Eintracht Frankfurt am 24. August 1968 für Erwin Hoffmann und am 28. September bei der 1:3-Niederlage gegen den VfB Stuttgart für Karl-Heinz Bechmann. Unter dem neuen Trainer Georg Stollenwerk kam Pöhler in der Hinrunde 1969/70 zu drei weiteren Bundesligaeinsätzen. Unter seinem Nachfolger Willibert Weth wurde er im März und April 1970 in fünf Bundesligaspielen gegen den FC Schalke 04 (1:2), FC Bayern München (0:6), Borussia Mönchengladbach (0:3), Eintracht Braunschweig (1:1) und dem Nachholspieltag am 22. April 1970, bei der 0:5-Niederlage bei Hannover 96, eingesetzt. Pöhler erzielte in der 19. Minute den 1:1-Ausgleichstreffer beim 1:1-Remis in Braunschweig.
Nach den zwei Jahren Bundesliga in Aachen kehrte er wieder zur Runde 1970/71 zu seinem Heimatverein 1. FC Mönchengladbach in das Amateurlager zurück. Später war er auch noch beim Rheydter SV aktiv.